# Didogobius bentuvii
Didogobius bentuvii — вид риб родини Бичкових (Gobiidae). Морська субтропічна демерсальна риба, мешкає на піщаному субстраті.
Зустрічається у Середземному морі біля берегів Ізраїлю.